# Pedro Carmona Estanga
Pedro Francisco Carmona Estang (sinh ngày 06 tháng 7 năm 1941 tại Barquisimeto) - Là cựu lãnh đạo của tổ chức của người sử dụng lao động Fedecamaras của Venezuela và tham gia tích cực trong một cuộc đảo chính không thành công vào năm 2002, khi ông tuyên thệ nhậm chức tổng thống tạm thời của đất nước. Sau thất bại của Carmona,cuộc đảo chính thoát khỏi sự quản thúc tại Colombia, và sau đó đến Miami.